# Бавил
Бавил (фр. Basville) је насеље и општина у централној Француској у региону Лимузен, у департману Крез која припада префектури Обисон.
По подацима из 2011. године у општини је живело 175 становника, а густина насељености је износила 7,75 становника/km². Општина се простире на површини од 22,57 km². Налази се на средњој надморској висини од 692 метара (максималној 826 m, а минималној 675 m).

## Демографија
| 1962. | 1968. | 1975. | 1982. | 1990. | 1999. | 2011. |
| ----- | ----- | ----- | ----- | ----- | ----- | ----- |
| 289   | 306   | 300   | 274   | 224   | 195   | 175   |

График промене броја становника у току последњих година